# IFF (računalništvo)
IFF (angleško Interchange File Format) je splošen format za izmenjavo datotek, ki ga je leta 1985 uvedlo podjetje Electronic Arts, da bi poenostavilo prenos podatkov med različnimi programskimi izdelki različnih programskih hiš.
RIFF je različica formata IFF, ki sta jo razvila Microsoft in IBM; datoteke v formatu RIFF se od datotek v formatu IFF razlikujejo po tem, da imajo na začetku datoteke črke »RIFF«, ter da uporabljajo zapis celih števil v formatu little-endian. Podjetje Aldus je razvilo format TIFF za vključevanje slik z veliko barvno globino v format postscript; podoben je formatu IFF in ima podobno ime, a sicer ni povezan z njim.
Seveda ni treba, da bi datoteke IFF imele isto končnico. Večina datotek s končnico .iff je pravzaprav datotek ILBM, napačno poimenovanih, ker so najpogostejše datoteke IFF in večina ljudi misli, da je to sploh edina vrsta datotek IFF (na večini sistemov, ki izdelujejo datoteke IFF, pripone niso pomembne).